# Strecke (Geometrie)

Strecke [AB] zwischen den beiden Punkten A und B

Eine Strecke (auch Geradenabschnitt oder Geradenstück) ist eine gerade Linie, die von zwei Punkten begrenzt wird; sie ist die kürzeste Verbindung ihrer beiden Endpunkte. Die Begrenzung einer Strecke durch diese Punkte unterscheidet sie von Geraden, die beidseitig unbegrenzt sind, und von Halbgeraden, die nur auf einer Seite begrenzt sind.

## Euklidische Geometrie

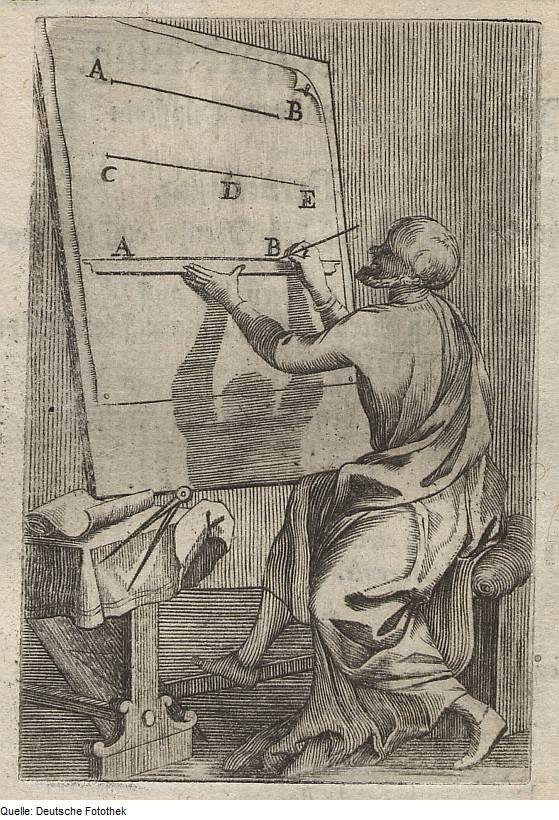
Historische Abbildung über die Konstruktion von Strecken (1699)

### Definition
Eine Strecke ist eine gerade Linie in der euklidischen Ebene oder im euklidischen Raum, die von zwei Punkten begrenzt wird. Sind {\displaystyle A} und {\displaystyle B} zwei gegebene Punkte in der Ebene oder im Raum, dann wird die Strecke zwischen diesen beiden Punkten Verbindungsstrecke von {\displaystyle A} und {\displaystyle B} genannt und mit {\displaystyle [AB]} bezeichnet.
Strecken lassen sich auch mit Hilfe der Zwischenrelation („… liegt zwischen … und …“) definieren: die Strecke {\displaystyle [AB]} besteht dann aus allen Punkten der Verbindungsgeraden {\displaystyle AB}, die zwischen den Punkten {\displaystyle A} und {\displaystyle B} liegen. Je nachdem, ob hierbei die Punkte {\displaystyle A} und {\displaystyle B} mit eingeschlossen werden oder nicht, werden die folgenden Fälle unterschieden:
- abgeschlossene Strecke {\displaystyle [AB]}: beide Endpunkte sind eingeschlossen
- offene Strecke {\displaystyle (AB)}: beide Endpunkte sind ausgeschlossen
- halboffene Strecke {\displaystyle [AB)} bzw. {\displaystyle (AB]}: einer der Endpunkte ist eingeschlossen, der andere ausgeschlossen

Wird durch die Reihenfolge der Punkte {\displaystyle A} und {\displaystyle B} eine Orientierung der Strecke vorgegeben, spricht man von einer gerichteten Strecke (auch Pfeil oder gebundener Vektor) {\displaystyle {\overrightarrow {AB}}}.

### Spezialfälle
Eine Strecke heißt
- Seite, wenn die beiden Endpunkte die aneinander benachbarten Eckpunkte eines Vielecks sind;
- Kante, wenn die beiden Endpunkte benachbarte Eckpunkte eines Polyeders sind;
- Diagonale, wenn die beiden Endpunkte die aneinander nicht benachbarten Eckpunkte eines Vielecks sind;
- Sehne, wenn die beiden Endpunkte auf einer Kurve, wie z. B. einem Kreis, liegen.

### Parameterdarstellung
In der analytischen Geometrie werden Punkte in der euklidischen Ebene oder im euklidischen Raum durch ihre Ortsvektoren beschrieben. Sind {\displaystyle {\vec {a}}} und {\displaystyle {\vec {b}}} die Ortsvektoren der Punkte {\displaystyle A} und {\displaystyle B}, dann besteht die Strecke {\displaystyle [AB]} aus denjenigen Punkten in der Ebene oder im Raum, deren Ortsvektoren {\displaystyle {\vec {x}}} von der Form
{\displaystyle {\vec {x}}={\vec {a}}+t\,({\vec {b}}-{\vec {a}})}   mit   {\displaystyle 0\leq t\leq 1}
sind. In dieser Parameterdarstellung einer Strecke ist {\displaystyle t} ein reeller Parameter, der im Parameterbereich frei gewählt werden kann. Die offene Strecke {\displaystyle (AB)} besteht hier aus den Punkten im Parameterbereich {\displaystyle 0<t<1}, während die halboffenen Strecken {\displaystyle [AB)} und {\displaystyle (AB]} durch die Bereiche {\displaystyle 0\leq t<1} und {\displaystyle 0<t\leq 1} parametrisiert werden.
In baryzentrischen Koordinaten lautet die Parameterdarstellung einer Strecke {\displaystyle [AB]} entsprechend
{\displaystyle {\vec {x}}=s\,{\vec {a}}+t\,{\vec {b}}}   mit   {\displaystyle s,t\geq 0,s+t=1}.
Hierbei sind {\displaystyle s} und {\displaystyle t} zwei reelle Parameter, die jedoch aufgrund der Bedingung {\displaystyle s+t=1} nicht unabhängig voneinander gewählt werden können. Die offene Strecke {\displaystyle (AB)} besteht hier aus den Punkten mit den Parametern {\displaystyle s,t>0}, während die halboffenen Strecken {\displaystyle [AB)} und {\displaystyle (AB]} durch die Parameterbereiche {\displaystyle s>0,t\geq 0} und {\displaystyle s\geq 0,t>0} dargestellt werden.

### Eigenschaften
Bei der Angabe einer abgeschlossenen oder offenen Strecke ist die Reihenfolge der Endpunkte unerheblich, es gilt also
{\displaystyle [AB]=[BA]}   und   {\displaystyle (AB)=(BA)}.
Unter der Länge der Strecke versteht man den Abstand ihrer beiden Endpunkte. Diese Streckenlänge wird oft mit {\displaystyle {\overline {AB}}}, gelegentlich auch mit {\displaystyle |AB|} oder {\displaystyle |{\overline {AB}}|}  bezeichnet. Die Verbindungsstrecke zweier Punkte {\displaystyle A} und {\displaystyle B} kann damit als Menge derjenigen Punkte {\displaystyle X} charakterisiert werden, bei denen die Summe der Abstände
{\displaystyle {\overline {XA}}+{\overline {XB}}}
minimal ist. Nachdem eine Ellipse gerade dadurch charakterisiert wird, dass die Summe der Abstände zu zwei gegebenen Punkten (den Brennpunkten der Ellipse) konstant ist, ist eine Strecke damit eine spezielle (degenerierte) Ellipse. Eine Strecke kann auch als eine spezielle Kurve angesehen werden. Von allen Kurven, die zwei gegebene Punkte miteinander verbinden, hat die Verbindungsstrecke dieser Punkte die kürzeste Bogenlänge.

## Lineare Algebra

### Definition
Ist {\displaystyle V} ein Vektorraum über den reellen oder komplexen Zahlen, dann heißt eine Teilmenge {\displaystyle S\subseteq V} (abgeschlossene) Strecke, wenn sie durch
{\displaystyle S=\{\mathbf {u} +t\,(\mathbf {v} -\mathbf {u} )\mid t\in [0,1]\}}
parametrisiert werden kann. Hierbei sind {\displaystyle \mathbf {u} ,\mathbf {v} \in V} mit {\displaystyle \mathbf {u} \neq \mathbf {v} } zwei Vektoren, die die Endpunkte der Strecke {\displaystyle S} darstellen. Alternativ kann eine abgeschlossene Strecke auch durch die Konvexkombination
{\displaystyle S=\{s\,\mathbf {u} +t\,\mathbf {v} \mid s,t\geq 0,s+t=1\}}
als konvexe Hülle ihrer Endpunkte dargestellt werden. In beiden Darstellungen werden durch entsprechende Einschränkung des Parameterbereichs auch offene und halboffene Strecken beschrieben.

### Eigenschaften
- Eine Strecke ist stets eine nichtleere Menge.
- Wenn {\displaystyle V} ein topologischer Vektorraum ist, so ist jede darin enthaltene abgeschlossene Strecke eine zusammenhängende kompakte und insbesondere eine topologisch abgeschlossene Teilmenge von {\displaystyle V}.
- Zu beachten ist, dass eine offene Strecke von {\displaystyle V} im Allgemeinen nicht offene Teilmenge ist. Eine offene Strecke ist offen in {\displaystyle V} genau dann, wenn {\displaystyle V} eindimensional und damit homöomorph zu {\displaystyle \mathbb {R} } ist.

## Inzidenzgeometrie

### Geradenaxiome
Wesentliche Charakteristika des aus der euklidischen Geometrie stammenden Konzept einer Strecke können in einem sehr allgemeinen Rahmen formuliert werden, der es erlaubt, dieses Konzept in abstrakten Inzidenzgeometrien ganz unabhängig von topologischen oder metrischen Erwägungen darzustellen. Dies wurde u. a. von Ernst Kunz in seinem Lehrbuch Ebene Geometrie gezeigt. Dabei wird eine Inzidenzgeometrie {\displaystyle ({\mathfrak {E}},G)} zugrunde gelegt, welche aus einer Punktmenge {\displaystyle {\mathfrak {E}}} sowie einer Geradenmenge {\displaystyle G\subseteq 2^{\mathfrak {E}}} besteht und welche dabei den folgenden Bedingungen genügt:
(A1) Je zwei Punkte werden durch mindestens eine Gerade verbunden.
(A2) Zu je zwei verschiedenen Punkten gibt es höchstens eine Gerade, welche beide verbindet.
(A3) Auf jeder Geraden liegen mindestens zwei verschiedene Punkte.
(A4) Es gibt mindestens drei Punkte, welche nicht auf einer Geraden liegen.
Die beiden Bedingungen (A1) und (A2), bedeuten, dass die Inzidenzgeometrie das Verbindungsaxiom erfüllt, während (A3) und (A4) gewährleisten, dass sie gewissen Reichhaltigkeitsanforderungen genügt.
Eine Inzidenzgeometrie {\displaystyle ({\mathfrak {E}},G)}, welche diese vier Bedingungen erfüllt, nennt Kunz kurz eine Ebene.

### Streckenaxiome
In einer in diesem Sinne verstandenen Ebene {\displaystyle ({\mathfrak {E}},G)} lässt sich das Konzept einer Strecke durch folgende Streckenaxiome erfassen:
(B0) Je zwei (nicht notwendig) verschiedenen Punkten {\displaystyle A,B\in {\mathfrak {E}}} ist eine Teilmenge {\displaystyle [AB]\subseteq {\mathfrak {E}}} zugeordnet, welche die Strecke von {\displaystyle A} nach {\displaystyle B} genannt wird.
(B1) Es ist {\displaystyle A\in [AB]} für jede Strecke {\displaystyle [AB]}.
(B2) Ist {\displaystyle g} eine Gerade und sind {\displaystyle A,B\in g}, so ist {\displaystyle [AB]\subseteq g}.
(B3) Für alle {\displaystyle A,B\in {\mathfrak {E}}} ist stets {\displaystyle [AB]=[BA]}.
(B4) Für alle {\displaystyle A,B\in {\mathfrak {E}}} existiert ein {\displaystyle C\in {\mathfrak {E}}} mit {\displaystyle C\neq B} und {\displaystyle B\in [AC]}.
(B5) Ist {\displaystyle C\in [AB]} und {\displaystyle C\neq B}, so ist {\displaystyle B\notin [AC]}.
(B6) Sind {\displaystyle A_{1},A_{2},A_{3}\in {\mathfrak {E}}} drei Punkte, die nicht auf einer Geraden liegen, und ist {\displaystyle g\in G} eine Gerade, die keinen der drei Punkte enthält, so folgt aus {\displaystyle g\cap [A_{1}A_{2}]\neq \emptyset }, dass {\displaystyle g\cap [A_{2}A_{3}]\neq \emptyset } oder {\displaystyle g\cap [A_{1}A_{3}]\neq \emptyset } ist.
Eine Ebene, welche auch den Bedingungen (B0) bis (B6) genügt, nennt Ernst Kunz eine Ebene mit Strecken. Die Plausibilität dieser Bedingungen macht man sich leicht klar, wenn man als {\displaystyle ({\mathfrak {E}},G)} die euklidische Ebene zugrunde legt. Hier sind all diese Bedingungen erfüllt.
Die Bedingung (B6) wird von Kunz gemäß den Gegebenheiten in der euklidischen Ebene das Axiom von Pasch genannt. Dort besagt es anschaulich, dass eine Gerade, welche in ein Dreieck „eindringt“, diese auch wieder irgendwo verlassen muss. Der Name des Axioms verweist dabei auf den Mathematiker Moritz Pasch (1843–1930), welcher als erster erkannt hat, dass sich im Rahmen einer axiomatischen Grundlegung der euklidischen Geometrie der in dem Axiom dargestellte Sachverhalt nicht aus den übrigen Axiomen folgern lässt, sondern eigens gefordert werden muss.
Wie sich zeigen lässt, ist das System der Streckenaxiome mit dem der hilbertschen Anordnungsaxiome – die Inzidenzaxiome vorausgesetzt – gleichwertig. Die Verbindung zur Zwischenrelation ergibt sich dabei durch die folgende Festlegung:
Sind {\displaystyle P,X,Y} drei paarweise verschiedene Punkte, so liegt der Punkt {\displaystyle P} zwischen den Punkten {\displaystyle X} und {\displaystyle Y}, wenn {\displaystyle P\in [XY]} gilt.
Ist die genannte Bedingung für drei paarweise verschiedene Punkte {\displaystyle P,X,Y} erfüllt, so sagt man auch:
Der Punkt {\displaystyle P} ist innerer Punkt der Strecke {\displaystyle [XY]}.